# Norditalien
Norditalien er et udstrakt kulturelt, historisk og geografisk område, som ikke udgør en decideret administrativ enhed. Begrebet bruges til at indikere den nordlige del af Italien, også omtalt som Settentrione. Hvis man kigger på EU's geografiske opdeling af subnationale enheder ("NTUS") i statistiske øjemed består Norditalien af to enheder:
- Nordvest (Nord-Ovest), der omfatter regionerne: Aosta, Liguria, Lombardiet og Piedmont.

- Nordøst (Nord-Est), der omfatter regionerne : Emilia-Romagna, Friuli-Venezia Giulia, Trentino-Alto Adige og Veneto.

## Økonomi og erhverv
Norditalien er den mest udviklede og producerende region i Italien, og samtidig var den den først industrialiserede del af landet i sidste halvdel af 1800-tallet og hjemsted for den såkaldte industrielle trekant, der bestod af industrihovedbyerne Milano, Torino og havnebyen Genova. Med en anslået BNP på 834,7 mia. euro i 2007 (dvs. ca. 6.210 mia. kr.) står Norditalien for omkring 54% af den nationale økonomi.
45°30′N 10°30′Ø / 45.5°N 10.5°Ø